# محله کوشکک جهرم
قدمت شهر جهرم (به پارسی میانه: گهرم) به نقل از منابع تاریخی به پیش از حکومت اردشیر بابکان و زمان اردشیر یکم هخامنشی پسر خشایارشا بازمی‌گردد و به همراه پسا (شهر فسای کنونی) و دارابگرد (شهر داراب کنونی) جزء سه منطقه بزرگ خطه فارس بوده است. شهر جهرم از اهمیت ویژه ای برخوردار بوده است به طوری که در زمان ساسانیان این شهر منطقه شاهزاده نشین بوده که این شاهزادگان ساسانی در محله کوشکک امروزی ساکن بوداند که وجه تسمیه کوشکک برگرفته از قصر کوچک است که در مرکز این محله بوده که بر اساس شاهنامه فردوسی فرخزاد خسرو پسر خسرو پرویز پس از مرگ آزرمیدخت یا به گزارش طبری پس از مرگ خسرو پسر مهر گشنسب به مدت ۱ماه پادشاهی با نوشیدن می‌آمیخته به زهر از دست یک بندهٔ دربار از پای درآمد.

## تاریخ
حمدالله مستوفی در نزهةالقلوب می‌نویسد «جهرم شهری وسط و از بناهای بهمن بن اسفندیار است.» اگر چه بهمن و اسفندیار و غیره جنبهٔ افسانه‌ای داشته و سندیت تاریخی ندارد ولی توجه به اشارات تاریخی از سرنوشت دارا و اردشیر و بهرام گور و غیره و اشارات فردوسی چنین به نظر می‌رسد که جهرم در دوران قبل از اسلام دارای اهمیت مخصوصی بوده و یکی از شهرهای معتبر فارس به‌شمار می‌رفته است و حتی شهرت آن در داستان‌های قدیم ایران به حدی بوده که در سرگذشتهای اسکندر و دارا نیز نامی از این شهر به میان می‌آید؛ و به‌طور خلاصه از داستان‌های اشاره شده در شاهنامه و دیگر منابع تاریخی چنین بر می‌آید که جهرم در ان زمان در بین شهرهای فارس، به صورت دژی مستحکم و نقطه سوق‌الجیشی پراهمیتی بوده و در تمام داستان‌های مربوط، آخرین موضع حفاظتی در خط عقب‌نشینی بوده است.
اسناد و آثار تاریخی گویای آنست که جهرم در دوره هخامنشی تأسیس می‌شود و دردوره ساسانیان اوج می‌گیرد و گسترش پیدا می‌کند. در این میان است که بر طبق اسناد به دست آمده محله کوشکک قدیمی‌ترین قسمت جهرم است این محله در زمان ساسانیان دارای اهمیت ویژه ای بوده است به طوری که در مرکز ان قصر کوچکی وجود داشته که محل زندگی شاهزادگان ساسانی بوده و متأسفانه اکنون از ان آثاری نیست.
در فارسنامه ابن بلخی به عنوان یکی از قدیمی‌ترین مستندات نوشتاری به صراحت آمده است:
«… در روزگار ملوک فارس پادشاهان ساسانی جهرم در جمله مواجب ولیعهد نهاده بودند. چنان‌که هر کس ولیعهد شدی جهرم او را بودی …»  
ماجرای به پادشاهی رسیدن فرخزاد خسرو در شاهنامه فردوسی بدین گونه است:
```
   ز جهرم فرخزاد را خواندند     بران تخت شاهیش بنشاندند     
   چو بر تخت بنشست کردافرین     زنیکی دهش بر جهان افرین    
   منم گفت فرزند شاهنشهان      نخواهم جزاز ایمنی درجهان
  زگیتی هران کس که جوید گزند   چومن شاه باشم نگردد بلند
هران کس که جوید به دل راستی   نیارد به کار اندرون کاستی
 بدارمش چو جان پاک ارجمند     نجویم ابر بی گزندان گزند 
چو یک ماه بگذشت بر تخت اوی  به خاک اندر امد سرو بخت اوی
همین بودش ازروز وارام بهر   یکی بنده در می بر امیخت زهر
بخوردو یکی هفته زان پس بزیست هران کس که بشنیدبروی گریست
 همی پادشاهی به پایان رسید    ز هر سو همی دشمن امد پدید 
 چنین است کردار گردنده دهر   نگه کن کزو چند یابی تو بهر
 بخورهر که داری به فردا مپای  که فردا مگر دیگر ایدش رای
  ستاند زتو دیگری را دهد     جهان خوانیش بی گمان بر جهد 
 بخور هرچه داری فزونی بده   تو رنجیده ای بهر دشمن منه 
 هرانگه که روز تو اندر گذشت  نهاده همه باد گردد به دشت   
```

## نام
کوشک در لغت به معنای ساختمانی بلند وسیع و زیبا که اغلب در میان باغ قرار گرفته است، قصر، کاخ. ولی در این‌جا علاوه بر معنای لغوی ان به معنای قصر کوچک است زیرا در گذشته در مرکز ان قصر کوچکی بوده است که محل زندگی شاهزادگان ساسانی بوده.

## لهجه کوشکک
در محله کوشکک جهرم ضمائر مفعولی متصل به فعل را با انجام تغییراتی قبل از فعل می‌آورند:
کوشککی فارسی معیار
منُم دید مرا دید
توَ دید تو را دید
شَ دید او را دید
مامُ دید ما را دید
شمایهَ دید شما را دید
اونایهَ دید آن‌ها را دید
در کلماتی که به حروف بیصدا ختم می‌شود، حرف آخر ساقط یا خیلی خفیف به گوش می‌رسد مانند:(پَ = پس) و (گف = گفت).

## جغرافیا
این محله با داشتن محیط باز در بخش شرقی آن امکان توسعهٔ هرچه بیشتر آن را فراهم نموده است و پرجمعیت‌ترین محلهٔ جهرم می‌باشد. این محله در شرق نقطهٔ شهر قرار دارد. تفاوت فرهنگی و گویش در این محله دیده می‌شود. از مرز شرقی آن هرچه به طرف شرق پیش می‌رویم باغات جهرم قرار گرفته است و همچنین بخش شمالی آن باغات مرکبات قرار دارد.